# Crateromys paulus
Espèce
Statut de conservation UICN

DD : Données insuffisantes
Crateromys paulus est une espèce de rongeurs de la sous-famille des Murinés. Elle est endémique des forêts pluviales de Mindoro aux Philippines.